# Craig megye (Virginia)
Craig megye az Amerikai Egyesült Államokban, azon belül Virginia államban található. Megyeszékhelye és legnagyobb városa New Castle. Lakosainak száma 4892 fő (2020. április 1.). Craig megye Alleghany, Montgomery, Roanoke, Botetourt, Giles és Monroe megyékkel határos.

## Népesség
A megye népességének változása:
| Lakosok száma | 5194 | 5243 | 5229 | 5210 | 5211 | 4892 |
|               | 2010 | 2011 | 2012 | 2013 | 2015 | 2020 |